# ビーティ・エドニー
ビーティ・エドニー（Beatie Edney, 本名：Beatrice Edney、1962年10月23日 - ）は、イングランドの女優。ロンドン出身。母親は女優のシルヴィア・シムズ。
映画『ハイランダー 悪魔の戦士』のクリストファー・ランバート扮するコナー・マクラウドの妻ヘザー・マクラウド役で知られる。また、テレビドラマへの出演も多い。

## 主な出演作品

### 映画
- ハイランダー 悪魔の戦士 Highlander (1986)
- 吐息 Dagboek van een oude dwaas (1987)
- 海運王オナシス/世界で最も富を得た男 Onassis: The Richest Man in the World (1988) テレビ映画
- ハンドフル・オブ・ダスト A Handful of Dust (1988)
- ゴルバチョフ暗殺指令 Just Another Secret (1989) テレビ映画
- ジョンソンの生き方 Mister Johnson (1990)
- 父の祈りを In the Name of the Father (1993)
- 冒険野郎マクガイバー/核爆発へのカウントダウン MacGyver: Trail to Doomsday (1994) テレビ映画
- 第一容疑者 消えた幼児  Prime Suspect: The Lost Child (1995) テレビ映画
- サイバー・プリンセス NIGHTWORLD The Cyberstalking (1999) テレビ映画
- ハイランダー/最終戦士 Highlander: Endgame (2000)
- ダイアナ妃の小説家 The Biographer (2002) テレビ映画
- ペティグルーさんの運命の1日 Miss Pettigrew Lives for a Day (2008)

### テレビドラマ
- 主任警部モース Inspector Morse (1989)
- 名探偵ポワロ Agatha Christie's Poirot (1990&2011) 『スタイルズ荘の怪事件』（The Mysterious Affair at Styles）、『複数の時計』（The Clocks）
- 困難な時勢 Hard Times (1994) ミニシリーズ
- ワイルドフェル屋敷の人々 The Tenant of Wildfell Hall (1996) ミニシリーズ
- コナン・ドイルの事件簿/暴かれた策略 Murder Rooms: Mysteries of the Real Sherlock Holmes (2001) ミニシリーズ
- フロスト警部 A Touch of Frost (2003)
- ローズマリー&タイム Rosemary & Thyme (2006)
- ホテル・バビロン Hotel Babylon (2007)
- ニュー・トリックス〜退職デカの事件簿〜 New Tricks (2009)
- 刑事ヴァランダー Wallander (2010)
- LAW & ORDER:UK Law & Order: UK (2010)
- オックスフォードミステリー ルイス警部 Lewis (2013)
- 検視法廷 The Coroner (2015-2016)
- 風の勇士 ポルダーク Poldark (2015-2019)
- 警視ファン・デル・ファルク Van der Valk (2022)
- キャシアン・アンドー Andor (2022)